# 福建省人民检察院
福建省人民检察院是福建省的检察机关，现任检察长为侯建軍。

## 历任领导
历任检察长
- 林一心(1955年3月至1956年10月)
- 陈明枢(1988年3月－1991年10月)
- 鄭義正(1992年4月至1998年1月)
- 鲍绍坤(1998年1月－2002年8月29日)
- 倪英達(2002年7月－2013年1月)
- 何澤中(2013年1月－2018年1月)
- 霍敏(2018年1月至2023年1月)
- 侯建軍(2023年1月)